# Andriej Dieputat
Andriej Dmitrijewicz Dieputat, ros. Андрей Дмитриевич Депутат (ur. 20 grudnia 1992 w Kijowie) – ukraiński łyżwiarz figurowy reprezentujący Rosję, startujący w parach sportowych. Brązowy medalista mistrzostw świata juniorów (2012), srebrny medalista finału Junior Grand Prix (2012) oraz mistrz Rosji juniorów (2012).

## Życie prywatne
16 lipca 2016 roku ożenił się z łyżwiarką Jekatieriną Bobrową startującą w konkurencji par tanecznych, podczas ceremonii w Moskwie. 13 kwietnia 2019 na świat przyszedł ich syn Aleksandr.

## Osiągnięcia

### Z Wierą Bazarową (Rosja)
| Zawody                        | 14–15          | 15–16          | 16–17          |                |                |                |                |                |                |                |                |                |                |                |                |                |                |
| Międzynarodowe                | Międzynarodowe | Międzynarodowe | Międzynarodowe | Międzynarodowe | Międzynarodowe | Międzynarodowe | Międzynarodowe | Międzynarodowe | Międzynarodowe | Międzynarodowe | Międzynarodowe | Międzynarodowe | Międzynarodowe | Międzynarodowe | Międzynarodowe | Międzynarodowe | Międzynarodowe |
| ----------------------------- | -------------- | -------------- | -------------- | -------------- | -------------- | -------------- | -------------- | -------------- | -------------- | -------------- | -------------- | -------------- | -------------- | -------------- | -------------- | -------------- | -------------- |
| GP Cup of China               | 4              |                |                |                |                |                |                |                |                |                |                |                |                |                |                |                |                |
| GP NHK Trophy                 | 4              | 4              |                |                |                |                |                |                |                |                |                |                |                |                |                |                |                |
| GP Skate Canada International |                | 5              | WD             |                |                |                |                |                |                |                |                |                |                |                |                |                |                |
| CS Lombardia Trophy           | 3              |                |                |                |                |                |                |                |                |                |                |                |                |                |                |                |                |
| Cup of Nice                   | 2              |                |                |                |                |                |                |                |                |                |                |                |                |                |                |                |                |
| Cup of Tyrol                  |                | 1              |                |                |                |                |                |                |                |                |                |                |                |                |                |                |                |
| Mentor Toruń Cup              |                | WD             |                |                |                |                |                |                |                |                |                |                |                |                |                |                |                |
| Zimowa Uniwersjada            | 4              |                |                |                |                |                |                |                |                |                |                |                |                |                |                |                |                |
| Krajowe                       |                |                |                |                |                |                |                |                |                |                |                |                |                |                |                |                |                |
| Mistrzostwa Rosji             | 5              | 6              |                |                |                |                |                |                |                |                |                |                |                |                |                |                |                |

### Z Wasilisą Dawankową (Rosja)
| Zawody                                | 11–12          | 12–13          | 13–14          |                |                |                |                |                |                |                |                |                |                |                |                |                |                |
| Międzynarodowe                        | Międzynarodowe | Międzynarodowe | Międzynarodowe | Międzynarodowe | Międzynarodowe | Międzynarodowe | Międzynarodowe | Międzynarodowe | Międzynarodowe | Międzynarodowe | Międzynarodowe | Międzynarodowe | Międzynarodowe | Międzynarodowe | Międzynarodowe | Międzynarodowe | Międzynarodowe |
| ------------------------------------- | -------------- | -------------- | -------------- | -------------- | -------------- | -------------- | -------------- | -------------- | -------------- | -------------- | -------------- | -------------- | -------------- | -------------- | -------------- | -------------- | -------------- |
| International Cup of Nice             |                | 4              |                |                |                |                |                |                |                |                |                |                |                |                |                |                |                |
| Międzynarodowe: Kategorie młodzieżowe |                |                |                |                |                |                |                |                |                |                |                |                |                |                |                |                |                |
| Mistrzostwa świata juniorów           | 3              |                | 4              |                |                |                |                |                |                |                |                |                |                |                |                |                |                |
| JGP Finał                             |                | 2              | 5              |                |                |                |                |                |                |                |                |                |                |                |                |                |                |
| JGP na Białorusi                      |                |                | 3              |                |                |                |                |                |                |                |                |                |                |                |                |                |                |
| JGP w Chorwacji                       |                | 3              |                |                |                |                |                |                |                |                |                |                |                |                |                |                |                |
| JGP w Estonii                         |                |                | 2              |                |                |                |                |                |                |                |                |                |                |                |                |                |                |
| JGP w USA                             |                | 2              |                |                |                |                |                |                |                |                |                |                |                |                |                |                |                |
| Krajowe                               |                |                |                |                |                |                |                |                |                |                |                |                |                |                |                |                |                |
| Mistrzostwa Rosji                     | 5              | 7              | 5              |                |                |                |                |                |                |                |                |                |                |                |                |                |                |
| Mistrzostwa Rosji juniorów            | 1              | WD             | 3              |                |                |                |                |                |                |                |                |                |                |                |                |                |                |